# Zvi Hecker

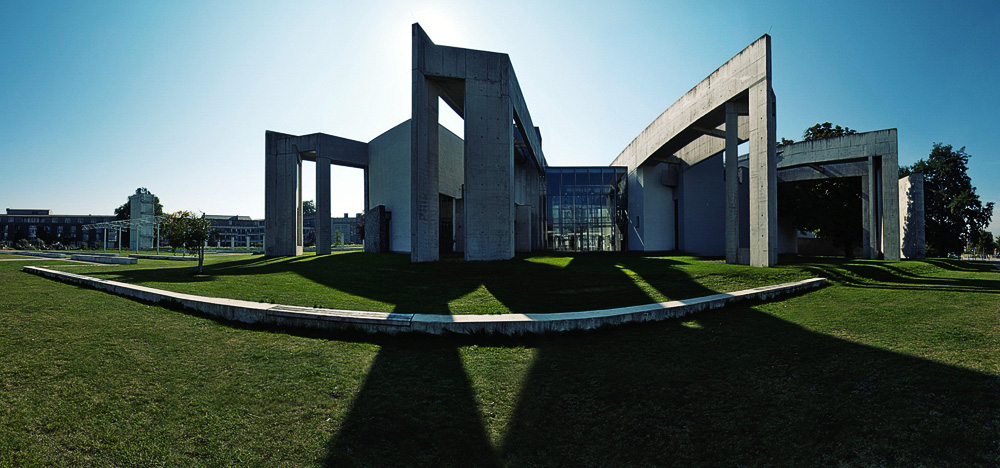
Jüdisches Gemeindezentrum Duisburg/Innenhafen

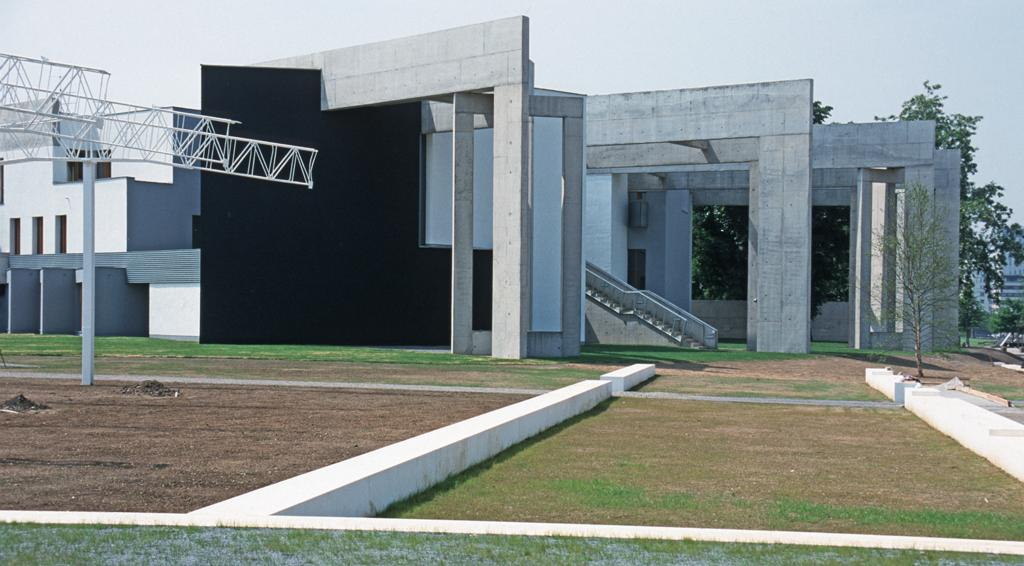
Jüdisches Gemeindezentrum Mülheim / Oberhausen, Duisburg, Bild 1

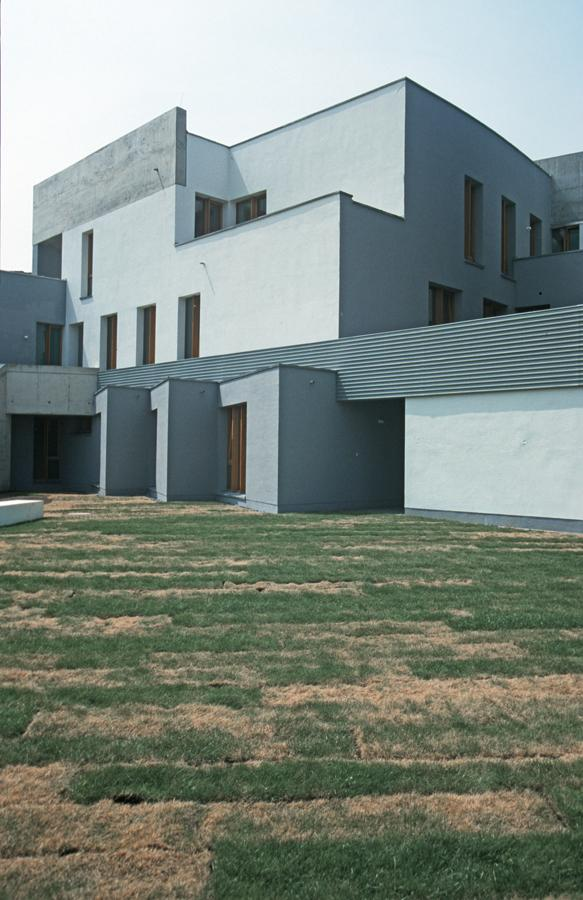
Jüdisches Gemeindezentrum Mülheim / Oberhausen, Duisburg, Bild 3

Zvi Tadeusz Hecker (hebräisch צבי הקר; * 31. Mai 1931 in Krakau; † 24. September 2023 in Berlin) war ein polnisch-israelischer Architekt.

## Leben
Zvi Heckers Familie floh 1939 nach Sibirien und ging 1941 nach Samarkand. So entging sie der nationalsozialistischen Judenverfolgung im besetzten Polen. Sein Vater war Jurist, der Familie gehörte eine Bäckerei in Krakau. Hecker studierte Architektur von 1949 bis 1950 am Polytechnikum Krakau und von 1950 bis 1954 am Technion (Institute of Technology) in Haifa sowie Malerei von 1955 bis 1957 an der Avni Academy in Tel Aviv.
Zvi Hecker wurde zu einem der in den 1960er und 1970er Jahren prägenden israelischen Architekten. Mit seinem Studienfreund Eldar Sharon, einem der Söhne des prominenten Architekten Arieh Sharon, gewann er 1958 den Wettbewerb für das Rathaus von Bat Jam, das von 1961 bis 1963 erbaut wurde, ein vielbeschriebenes Beispiel des Brutalismus. Mit Sharon und mit Alfred Neumann, seinem Hochschullehrer am Technion, gründete er im selben Jahr (1958) das Büro Neumann – Hecker – Sharon. Es bestand bis 1964, als Eldar Sharon in das Büro seines Vaters wechselte.
Hecker wirkte bei der Stadtplanung für Tel Aviv, Montreal und Philadelphia mit. 1968 eröffnete er nach dem Tod Neumanns sein eigenes Architekturbüro. Er nahm ab 1959 Lehraufträge an mehreren Hochschulen weltweit wahr. Er war Mitglied der Association of Engineer and Architects in Israel und des Royal Architectural Instituts of Canada. Durch eine Reihe von Wettbewerbserfolgen (u. a. die Rathäuser von Bat Jam und Netanja sowie eine Militärakademie im Negev) und durch seine frühen Bauten wurde er bekannt und er führte danach viele internationale Projekte durch.
Ab 1991 hatte er ein zusätzliches Büro in Berlin, das er eigens für den Bau der dortigen Heinz-Galinski-Schule (1995 eröffnet) eingerichtet hatte.

## Architektur
Hecker sprach eine ungewöhnliche architektonische Sprache, die dem Dekonstruktivismus zugerechnet werden kann. Tragen seine Gebäude einerseits ihrer Funktion Rechnung, stellen sie sich andererseits als Skulpturen dar, die symbolisch aufgeladen sind und geometrischen Prinzipien und mathematischen Grundlagen folgen.

## Werke
Zvi Hecker entwarf von 1958 an Verwaltungsgebäude und Einkaufszentren vor allem in Israel, aber auch in den Niederlanden, Kanada und im Iran. Eine Auswahl weiterer Werke:
- 1954 Denkmal für den Unabhängigkeitskrieg, Haifa
- 1970 Synagoge in der Negev-Wüste
- 1972 Synagoge am Flughafen Ben Gurion, Tel Aviv
- 1982/87 Yoseph-Synagoge Ramot, Jerusalem
- 1986 Educational Museum of Art, Palm Springs, Kalifornien
- 1990/95 Heinz-Galinski-Schule (Jüdische Grundschule, Jewish Primary School), Berlin
- 1992 Anatol-France-Schule, Drancy, Frankreich
- 1992/96 Museum zur Geschichte der Palmach, Ramat Aviv, Tel Aviv
- 1996 Armee-Museum, Jerusalem
- 1996 „Ort der Erinnerung“ – Denkmal für die zerstörte Synagoge Lindenstraße, Berlin
- 1995/99 Gemeindezentrum (mit Synagoge) der Jüdischen Gemeinde Duisburg-Mülheim/Ruhr-Oberhausen, Duisburg
- 1998 Stadtbibliothek, Haifa
- 1999 Jüdisches Gemeindezentrum Mainz

Ferner nahm er an zahlreichen Wettbewerben teil, u. a.:
- 1989 Bibliotheca Alexandrina, Alexandria
- 1989 Tokyo International Forum, Tokio
- 1990 Neues Akropolismuseum, Athen
- 1996 Holocaust-Denkmal, Wien
- 1997 Neue Synagoge, Dresden
- 1998 Gedenkstätte Sachsenhausen
- 1998 Museo de Arte Latinoamericano, Buenos Aires

## Preise
Zvi Hecker erhielt für den Bau der Heinz-Galinski-Schule in Berlin 1995 den Deutschen Kritikerpreis für Architektur.